# Gerson Victalino
Gerson Victalino, (Belo Horizonte, Brasil, 17 de septiembre de 1959 - ibidem, 29 de abril de 2020) fue un jugador brasileño de baloncesto. 

## Carrera deportiva
En la temporada 88-89 jugó en el TDK Manresa.
Falleció a los sesenta años el 29 de abril de 2020 en un hospital de Belo Horizonte (estado de Minas Gerais) a causa de una esclerosis lateral amiotrófica (ELA), una enfermedad degenerativa.